# Sara Ballesteros
Sara Ballesteros Merino, conosciuta professionalmente come Sara Ballesteros (Madrid, 19 agosto 1987), è un'attrice spagnola, nota per aver partecipato alla telenovela Il segreto nel ruolo di Angustias Osorio.

## Biografia
Sara Ballesteros debutta in televisione grazie a Il segreto insieme a Megan Montaner, Álex Gadea, María Bouzas, Alejandra Onieva e altri, interpretando Angustias Osorio. Poco dopo Antena 3 la sceglie di nuovo come membro del cast della seconda stagione per interpretare Calvario Osorio, sorella di Angustias.
Ha studiato arti drammatiche nella scuola di arti teatrali Ángel Gutiérrez, nel noto teatro di Madrid Teatro de Cámara Chéjov e nel laboratorio William Layton. Ha una laurea in giornalismo conseguita presso l'università Rey Juan Carlos e un master in arti sceniche dell'Istituto di Danza.

## Filmografia

### Televisione
- Il segreto (El secreto de Puente Viejo) – Soap opera, 98 episodi (2011-2012)
- Rabia – serie TV, episodio 1x1 (2015)
- Una vita (Acacias 38) – Soap opera, 9 episodi (2017)

### Cortometraggi
- Forgive Me, regia di Laith Sami (2016)

## Teatro
- 1999 - Requien Rege
- 2000 - ¡Qué farsos somos!
- 2000 - Las cosas que dejamos al subir la escalera - Nina
- 2001 - El secreto de las mujeres - Paciente Joven
- 2001 - Equivocos - Paula
- 2002 - La comedia de las equivocaciones - Criada
- 2002 - La casa de Bernarda Alba - Martirio
- 2003 - Antígona - Oráculo
- 2003 - Silencio y Luz - Margarita Xirgu
- 2004 - Macbeth - Lady Macbeth
- 2007 - El Público - Julieta
- 2010 - Bailando en Lughnasa - Christina
- 2008 - La casa de Bernarda Alba - Adela
- 2008-2009 - Crimen y Castigo - Dunia